# Marián Bochnovič
Marián Bochnovič (Nitra, 3 marzo 1970) è un ex calciatore ed ex giocatore di calcio a 5 slovacco, di ruolo centrocampista.

## Carriera

### Nazionale
Bochnovič ha esordito nella nazionale slovacca l'11 ottobre del 1995 contro la Polonia (4-1).

## Palmarès

### Club

#### Competizioni nazionali
- Campionato slovacco: 1

Košice: 1997-1998
- 2. Liga: 1

Nitra: 2004-2005